# 唐浦海戰
唐浦海戰是萬曆朝鮮之役中的海戰，發生在萬曆二十年（1592年）六月初二統營沿岸的唐浦。最後朝鮮戰勝。
泗川海戰之後，李舜臣率朝鮮艦隊開到蛇梁島休整。蛇梁島沿岸地形開闊，給予了日本海軍反擊的絕佳機會。6月2日，當李舜臣鼓舞朝鮮水軍的鬥志時，得到了龜井茲矩、得居通幸率21艘日本戰船攻至唐浦，在當地燒殺劫掠的消息。
當朝鮮水軍迫近唐浦的時候，李舜臣發現日軍主艦與其他戰船互相連結在一起。李舜臣意識到這是一個絕佳的出擊時機，命朝鮮龜船猛攻日軍主艦。結實龐大的龜船很容易便撞毀了日軍的戰船，許多戰船瞬間沉入海中。隨後李舜臣下令用大炮進行猛烈攻擊，更多戰船被摧毀。順天府使權俊拈弓搭箭，射殺日軍將領得居通幸，朝鮮士兵隨後斬下了他的首級。另一名日軍將領龜井茲矩在家臣小川彌兵衛的掩護下逃走，小川彌兵衛傷重而死，但龜井茲矩順利逃脫。豐臣秀吉賜與龜井茲矩的一把寫有「龜井琉求守殿」字樣的扇子被朝鮮軍繳獲，事後，李舜臣便向朝鮮宣祖報稱擊斃了日本大名龜井茲矩。
日軍見將領被殺，驚慌失措，跳船逃跑，反應遲疑的都遭朝鮮士兵殺死。李舜臣命令登陸的朝鮮軍摧毀日軍的據點。隨後得到了有至少20艘日本戰船自巨濟島而來，對朝鮮軍構成巨大威脅的消息。李舜臣下令迅速撤退，此戰役僅進行了一天。
日軍在玉浦、泗川和唐浦的戰敗震驚了豐臣秀吉。六月廿三，豐臣秀吉便召集後方輸送糧草，命脇坂安治、九鬼嘉隆、加藤嘉明三大名糾集兵力攻打朝鮮水軍，拉開了閑山島海戰的序幕。

## 腳註
1. ↑  李舜臣，「唐浦破倭兵状」